# Redux (EP)
Redux es un EP de la banda británica de crust punk Amebix. Contiene tres canciones de estudios y una adicional en vivo como bonus descargable. Fue grabado en el año 2009 después de que los integrantes originales Rob Miller y Stig conocieran al baterista Roy Mayorga (Stone Sour, Soulfly, Nausea) y grabaran algunas canciones para un documental sobre la banda, y fue lanzado el 28 de junio de 2010. Los primeros tres temas son regrabaciones de canciones pasadas, mientras que el cuarto tema es una grabación en vivo durante su gira de reunión por los Estados Unidos en el año 2009.
El EP fue lanzado en formatos CD, vinilo y digital. Los primeros dos solamente contienen 3 canciones, incluyendo en el empaque una tarjeta donde se indica como descargar la versión digital, que incluye el cuarto tema en vivo.

## Lista de canciones
1. "Arise" - originalmente incluida en el álbum "Arise!" LP
2. "Winter" - originalmente grabada para el sencillo "Winter"
3. "Chain Reaction" - originalmente incluida en el álbum "Monolith" LP
4. "Progress (live)" - grabación en vivo, 2009

## Créditos
- Rob Miller - voz, bajo
- Stic C Miller - guitarra
- Roy Mayorga - batería